# 逆元素
數學中，逆元素（英語：inverse element）又称逆元，可推廣加法中的反数和乘法中的倒數。

## 定義
設S為一有二元運算 * 的集合。若e為(S,*)的單位元且a*b=e，則a稱為b的左逆元素且b稱為a的右逆元素。若一元素x同時是y的左逆元素和右逆元素時，x稱為y的兩面逆元素或簡稱為逆元素。S內的一有兩面逆元素的元素被稱為在S內為可逆的。
正如(S,*)可以有數個左單位元或右單位元一般，一元素同時有數個左逆元素或右逆元素也是有可能的。甚至有可能有數個左逆元素和右逆元素。
若其運算 * 具有結合律，則當一元素有一左逆元素和一右逆元素時，這兩個會是相同且唯一的。在這一情形之下，可逆元素的集合會是個群，稱為S的可逆元群，且標記為U(S)或{\displaystyle S^{*}}。

## 例子
每一實數x都會有一加法逆元（即加法上的逆元素）-x。每一非零實數x都會有一倒數（即乘法上的逆元素）{\displaystyle {\frac {1}{x}}}。此外，零沒有倒數。
一元素在一體K內的方陣M為可逆的（在所有相同大小方陣的集合內，於矩陣乘法下）若且唯若其行列式不等於零。若M的行列式為零，它便不可能會有一單面逆元素，因此一單面逆元素必為兩面逆元素。更多詳情請參見逆矩陣。
更一般地，一元素在一可交換環R內的方陣是可逆的若且唯若其行列式在R是可逆的。
一函數g是一函數f的左（右）逆元素（在複合函數之下），若且唯若當{\displaystyle g\circ f}（{\displaystyle f\circ g}）為f定義域（陪域）上的恆等函數。在這一例子裡，一函數有右逆元素而無左逆元素，或許相反，是很常見的。

## 另見
- 加法逆元
- 倒數
- 群
- 擬群
- 除環
- 可逆元